# Pfahlschuh

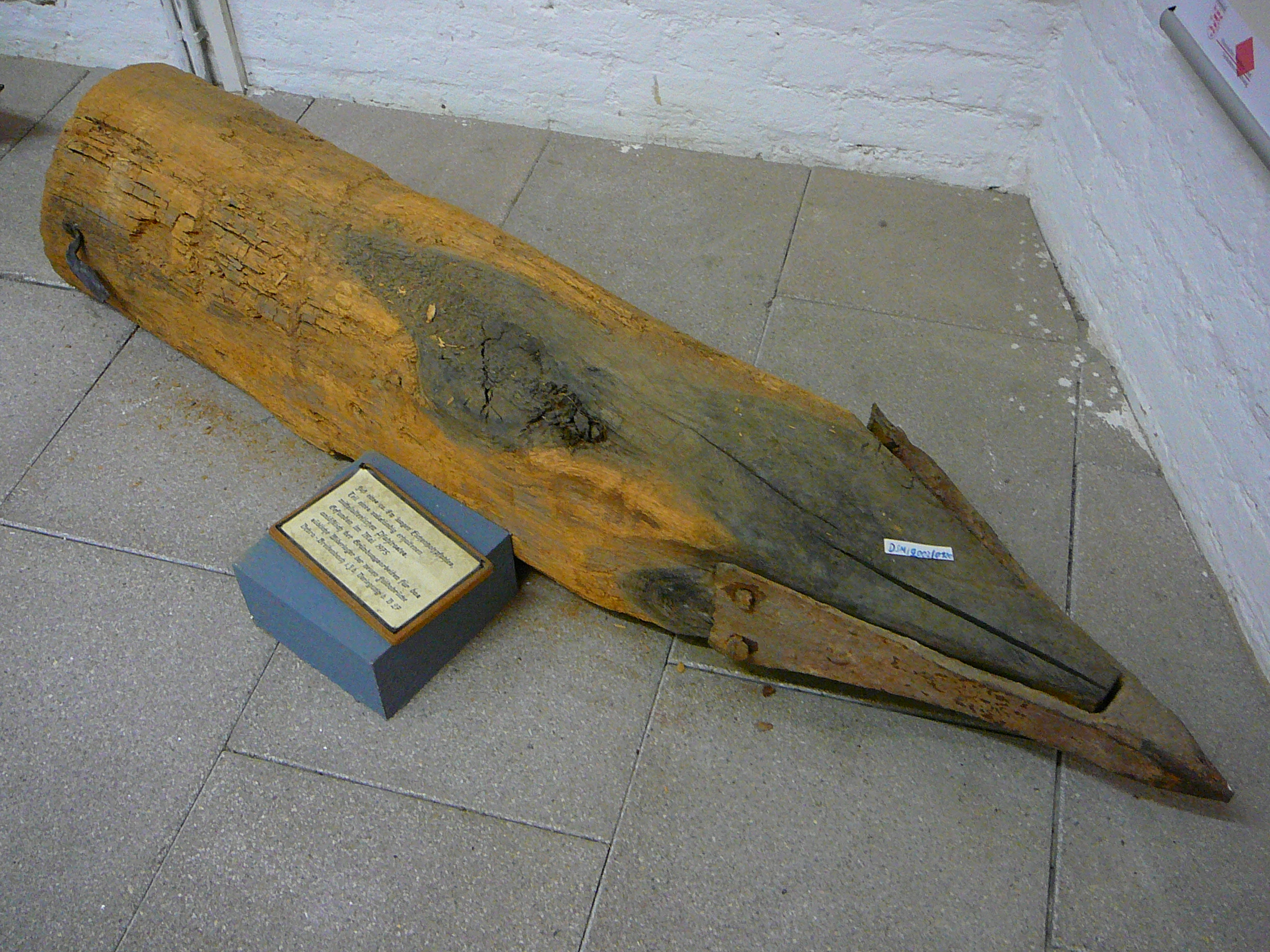
Eichenholzpfahl mit Pfahlschuh mit 2 Laschen mit je 2 Befestigungslöchern (Deutschland, Mittelalter)

Ein Pfahlschuh (auch: Pfostenschuh) ist eine spitz zulaufende Stahlkappe eines Pfahls, der zur Tiefengründung von Bauten in den Untergrund gerammt wird, insbesondere zur Fundamentierung von Brücken im Flussbett. Die Technik war nach Ausweis zahlreicher Fundstücke bereits im römischen Brückenbau verbreitet. Bis heute hat sich die Grundform der konischen Aufsätze wenig verändert. Die Gesamtheit der Gründungspfähle wird Pfahlrost genannt.
Pfahlschuhe haben häufig 4 Laschen mit je einem Befestigungsloch für das Einsetzen von je einem Nagel, dessen Kopf eingeschlagen möglichst wenig vorstehen soll, um das Eintreiben des Pfahls in den Boden zu erleichtern. Abgebildet ist eine Ausführungsform mit 2 Laschen, die jeweils 2 Bohrungen aufweisen. Die Spitze des Pfahlschuhs ist mitunter eine hohle Pyramide, in die die Spitze des Pfahls formschlüssig eingreift.
Pfahlschuhe können durch Schmieden aus Stahlstäben hergestellt werden, die hohle Spitze wird dabei am Horn eines Amboss geformt. Pfahlschuhe können jedoch auch durch Verbinden von vier entsprechend spitz zugeschnittener Blechstücke durch schmelzendes Schweißen erzeugt werden.